# Chú (nước)
Chú (chữ Hán phồn thể: 鑄, chữ Hán giản thể: 铸, bính âm: Zhù) là một nước chư hầu nhỏ thời kỳ Xuân Thu trong lịch sử Trung Quốc, vị trí nay thuộc khu vực phía nam huyện Phì Thành tỉnh Sơn Đông. Nước này khoảng giữa thế kỷ 6 TCN vẫn còn tồn tại, về sau không rõ chấm dứt vào lúc nào.

## Tư liệu lịch sử
Lã thị Xuân Thu - Thận đại lãm có ghi chép về nguồn gốc của nước Chú: "Vũ vương thắng nhà Ân, chưa bước xuống xe, đã ra lệnh phong dòng dõi Hoàng Đế ở nước Chúc, phong dòng dõi vua Nghiêu ở nước Lê, phong dòng dõi vua Thuấn ở nước Trần; bước xuống xe, đã ra lệnh phong dòng dõi Hạ Hậu Thị ở nước Kỷ, lập dòng dõi vua Thang ở nước Tống, để mà cúng tế rừng dâu".
Đáng chú ý ở chỗ ghi chép giống nhau về việc Chu Vũ vương phong dòng dõi Hoàng Đế, như Lễ ký - Nhạc ký chép: "Vũ vương thắng nhà Ân, chống nhà Thương, chưa bước xuống xe mà lại phong dòng dõi Hoàng Đế ở đất Kế, phong dòng dõi vua Nghiêu ở nước Chúc, phong dòng dõi vua Thuấn ở nước Trần; bước xuống xe mà còn phong dòng dõi Hạ Hậu thị ở nước Kỷ, đưa dòng dõi nhà Ân sang ở nước Tống". Mà theo Sử ký - Chu bản kỷ chép: "Vũ Vương truy xét những vị vua hiền thời trước, bèn thưởng phong dòng dõi Thần Nông ở nước Tiêu, phong dòng dõi Hoàng Đế ở nước Chúc, phong dòng dõi vua Nghiêu ở đất Kế, phong dòng dõi vua Thuấn ở nước Trần, phong dòng dõi vua Vũ ở nước Kỷ". Cả ba loại ghi chép trên có đôi chỗ khác nhau. Dương Bá Tuấn cho là cổ âm của hai chữ Chú và Chúc có nét tương tự mà còn hoán đổi cho nhau.
Xuân Thu Tả truyện chú - Tương công nhị thập tam niên của Dương Bá Tuấn có đề cập đến đồ đồng xanh truyền đời của nước Chú có khắc chữ Chú công phủ (một loại đồ đựng lúa, nếp, kê để cúng tế thời xưa), bài minh văn này ghi là "Chú công tác mạnh nhâm xa mẫu dắng phủ". Vì vậy mà ông cho rằng nước Chú này chính là hậu duệ của Hoàng Đế mang họ Nhâm hoặc viết là "Nhậm". Cũng trong Tả truyện - Tương công nhị thập tam niên có nhắc đến đại phu nước Lỗ là Tang Tuyên Thúc lấy vợ ở nước Chú. Theo ghi chép trong Tả truyện - Chiêu công nhị thập ngũ niên, Lỗ Chiêu công đã bảo Thúc Tôn Chiêu Tử đi theo đường nước Chú để trở về nước Lỗ. Lưỡng Chu kim văn từ đại hệ khảo thích của Quách Mạt Nhược có nói là nước Chú sau cùng bị nước Tề tiêu diệt nhưng không rõ ông căn cứ vào đâu để đưa ra nhận định này.

### Vua nước Chú
| Thụy hiệu       | Họ tên | Thời gian tại vị    | Thân phận và ghi chú                                     |
| --------------- | ------ | ------------------- | -------------------------------------------------------- |
| Chú công        |        | thời Chu Vũ vương   | họ Nhậm, hậu duệ Hoàng Đế, thuộc chi thứ                 |
| đời sau chưa rõ |        |                     |                                                          |
| Chú công        |        | thời Chu Linh vương | đại phu nước Lỗ là Tang Tuyên Thúc lấy vợ người nước Chú |
| đời sau chưa rõ |        |                     |                                                          |
| Chú hầu Cầu     |        | thời Chu Cảnh vương | đại phu nước Lỗ là Thúc Tôn Chiêu Tử từng sang nước Chú  |
|                 |        | cuối thời Xuân Thu  | bị nước Tề tiêu diệt                                     |